# فيديريكو فالكو
فيديريكو فالكو (بالإسبانية: Federico Falco)‏ هو كاتب أرجنتيني، ولد في 1977 في قرطبة في الأرجنتين.